# Artiodactyla
Gli Artiodattili (Artiodactyla Owen, 1848, dal greco artios pari e dactylos dito) costituiscono un ordine di mammiferi euteri. La parentela prossima tra gli Ippopotamidi ed i Cetacei basata su analisi genetiche renderebbe quest'ordine parafiletico. L'unione di artiodattili e cetacei forma l'ordine dei cetartiodattili, questo sì monofiletico.
La definizione tradizionale li presenta come ungulati che possiedono un numero pari di dita e la cui zampa è retta ugualmente dal terzo e quarto dito contrariamente ai perissodattili, che possiedono un numero dispari di dita e il cui peso è supportato essenzialmente dal terzo dito.
I più antichi fossili conosciuti di artiodattili datano da 50 a 60 milioni di anni inizio dell'Eocene Nel tardo Eocene i tre sottordini moderni si erano già differenziati, attorno a 45 milioni di anni fa. Quest'ordine è diffuso in tutto il mondo, tranne che in Australia e in Nuova Zelanda, fatte salve le recenti importazioni di animali domestici. Comprende circa 300 specie, i due terzi delle quali di ruminanti.
Caratteristiche comuni a molte specie di artiodattili, ma non a tutte, sono l'alimentazione erbivora e, di conseguenza, la presenza di molari ben sviluppati, di corna e di zoccoli.

## Sottordini e famiglie

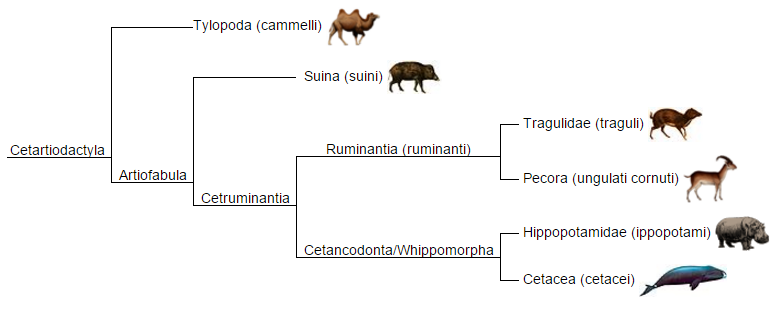
Filogenia

- Giraffa (Giraffa camelopardalis). Ordine Artiodactyla/Cetartiodactyla
  - Famiglia †Diacodexeidae
  - Sottordine Tylopoda
    - Superfamiglia †Anoplotherioidea
      - Famiglia †Anoplotheriidae
      - Famiglia †Dacrytheriidae
      - Famiglia †Cainotheriidae?

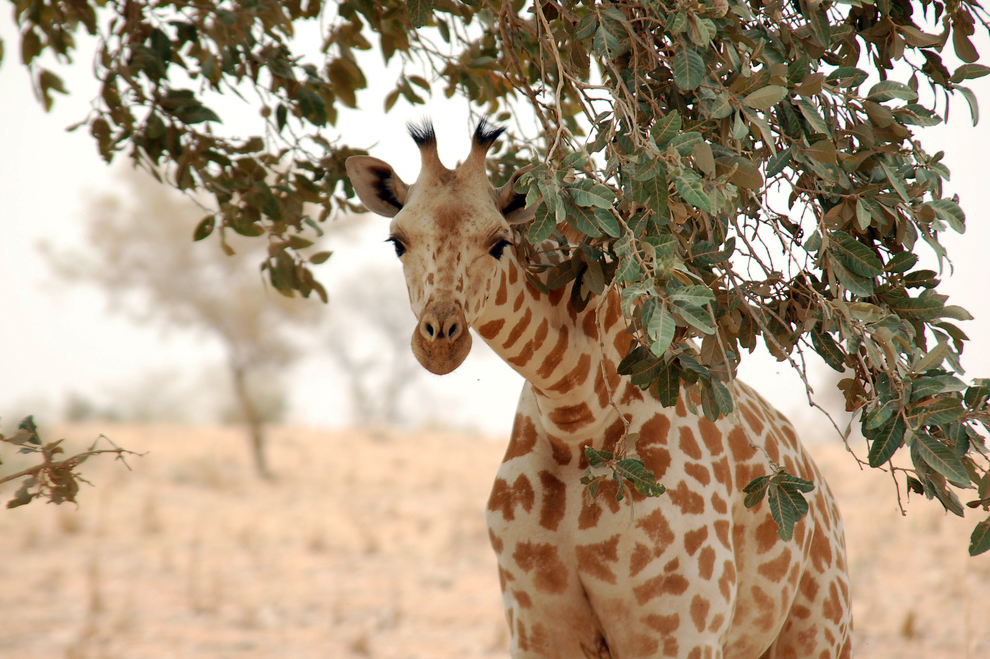
Giraffa (Giraffa camelopardalis).

    - Superfamiglia †Merycoidodontoidea
      - Famiglia †Merycoidodontidae
      - Famiglia †Agriochoeridae

    - Famiglia Camelidae: cammelli, dromedari e lama (7 specie)
    - Famiglia †Oromerycidae
    - Famiglia †Xiphodontidae
    - Famiglia †Choeropotamidae?

  - Sottordine Suiformes
    - Famiglia Suidae: maiali (19 specie)
    - Famiglia Tayassuidae: pecari (4 specie)
    - Famiglia †Sanitheriidae

  - Clade Cetruminantia
    - Cetancodontamorpha[2][3]
      - Genere †Andrewsarchus?
      - Genere †Achaenodon?
      - Famiglia †Entelodontidae
      - Sottordine Cetancodonta
        - Infraordine Cetacea: balene e delfini (circa 90 specie)
        - Famiglia †Raoellidae
        - Famiglia †Dichobunidae
        - Famiglia †Homacodontidae
        - Famiglia Hippopotamidae: ippopotami (2 specie) Okapi (Okapia johnstoni). Famiglia †Helohyidae
        - Famiglia †Cebochoeridae
        - Famiglia †Mixtotheriidae
        - Famiglia †Leptochoeridae
        - Famiglia †Anthracotheriidae

    - Ruminantiamorpha
      - Infraordine Tragulina
        - Famiglia †Amphimerycidae
        - Famiglia †Prodremotheriidae
        - Famiglia †Protoceratidae
        - Famiglia †Hypertragulidae
        - Famiglia †Hypisodontidae
        - Famiglia †Praetragulidae

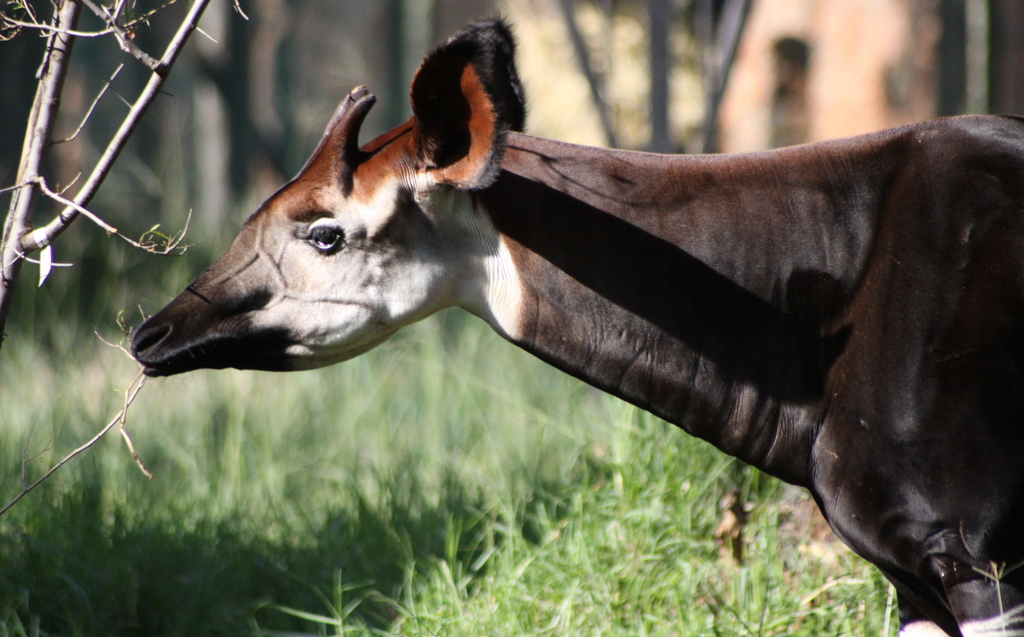
Okapi (Okapia johnstoni).

        - Famiglia Tragulidae: traguli (10 specie)
        - Famiglia †Archaeomerycidae
        - Famiglia †Lophiomerycidae

      - Infraordine Pecora
        - Famiglia Antilocapridae: antilocapre (1 specie)
        - Famiglia Giraffidae: giraffe (2 specie)

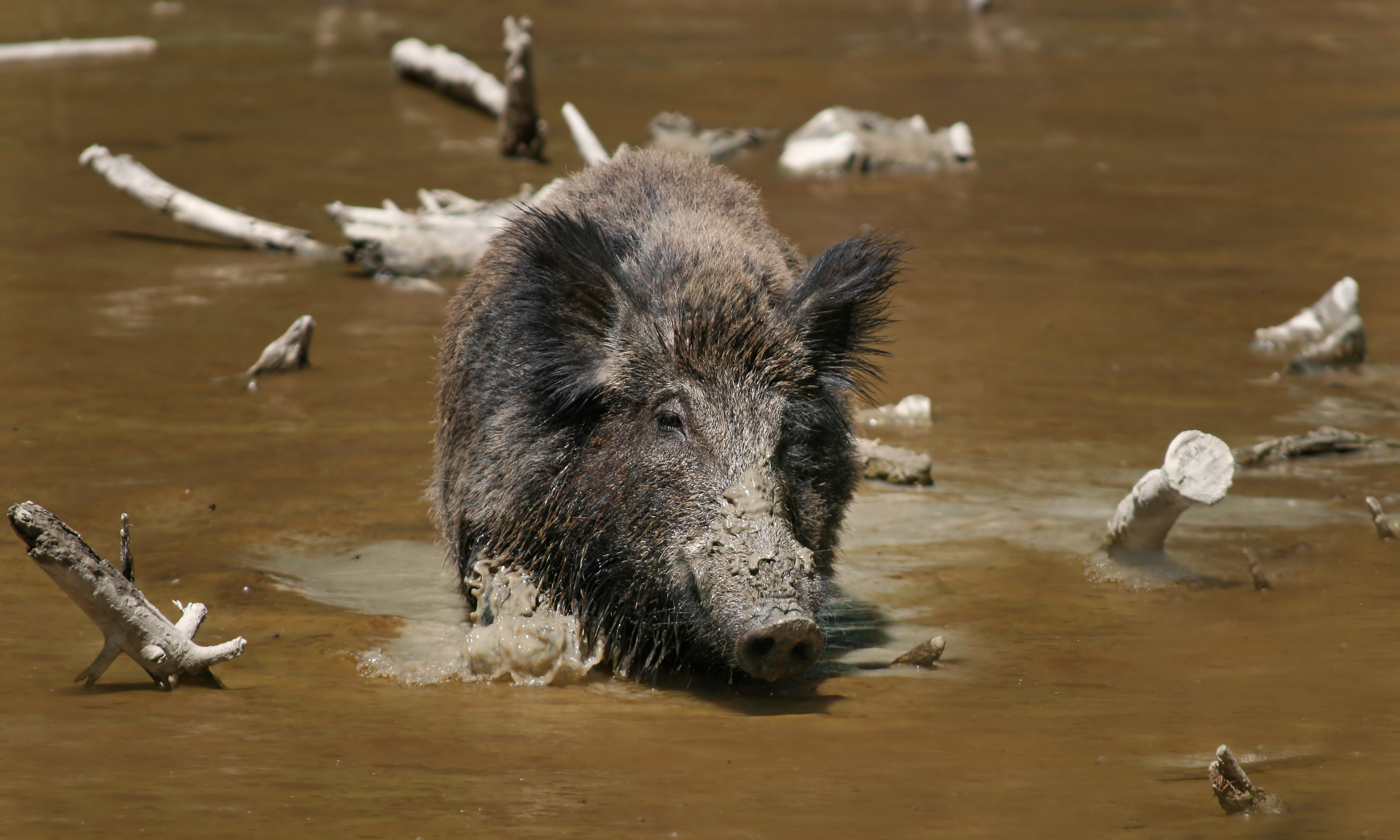
Cinghiale (Sus scrofa).

        -  Cinghiale (Sus scrofa). Famiglia †Climacoceratidae

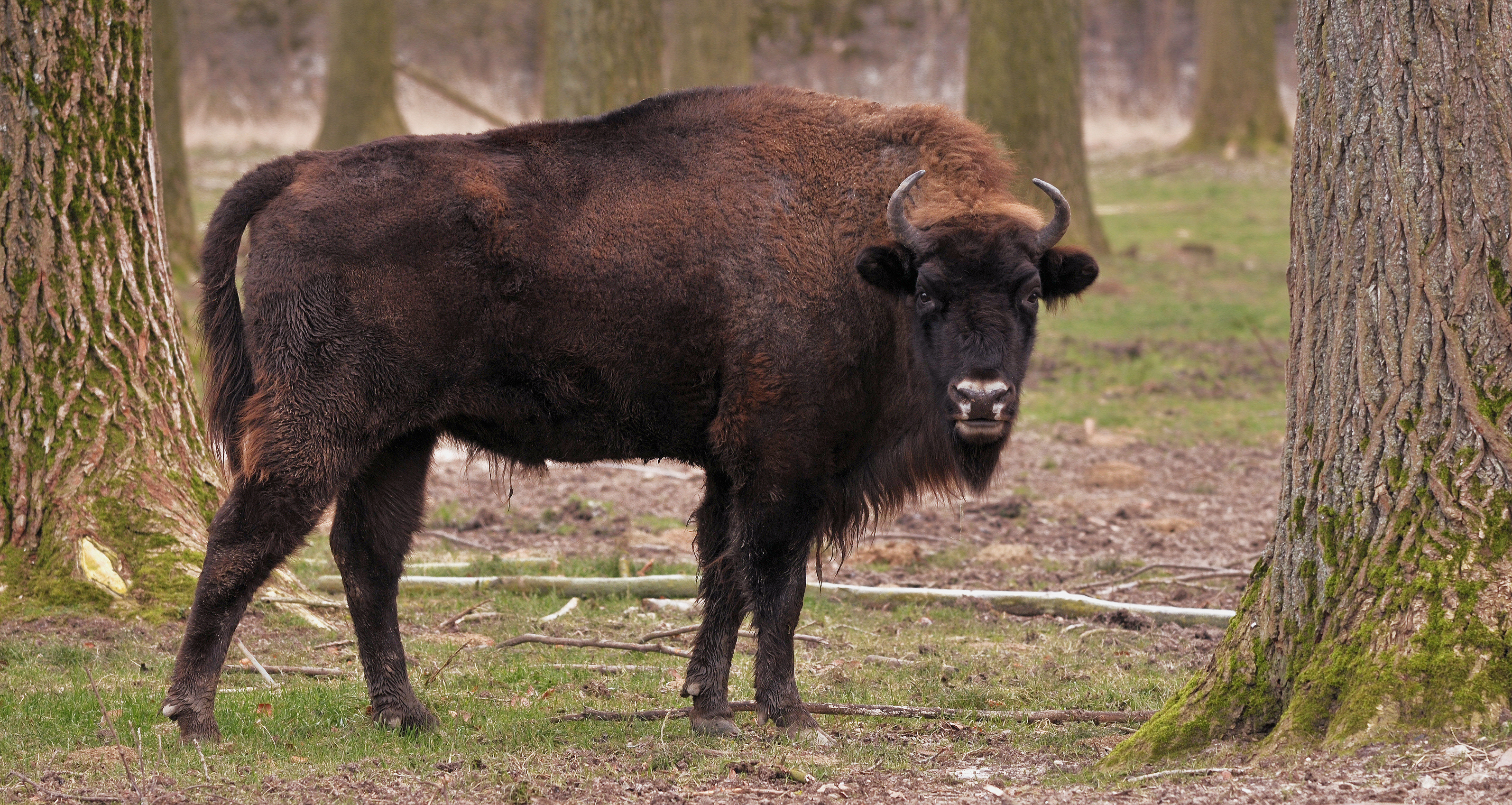
Bisonte (Bison bison).

        -  Bisonte (Bison bison). Famiglia Moschidae: moschi (7 specie)
        - Famiglia †Leptomerycidae
        - Famiglia †Dromomerycidae
        - Famiglia Cervidae: cervi (49 specie)

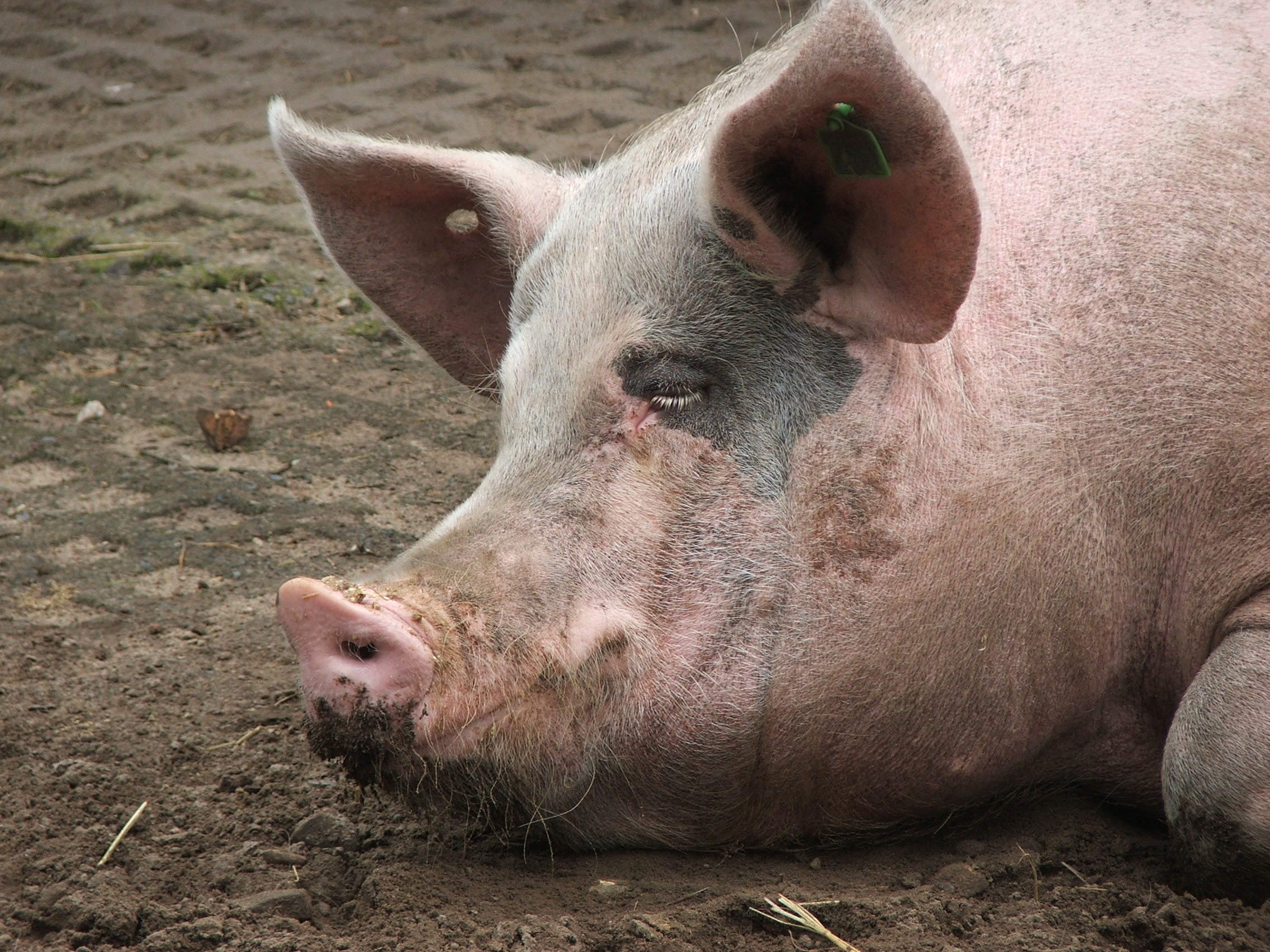
Suino (Sus scrofa domesticus).

        - Famiglia †Gelocidae
        - Famiglia †Bachitheriidae
        -  Suino (Sus scrofa domesticus). Famiglia †Palaeomerycidae
        - Famiglia †Hoplitomerycidae

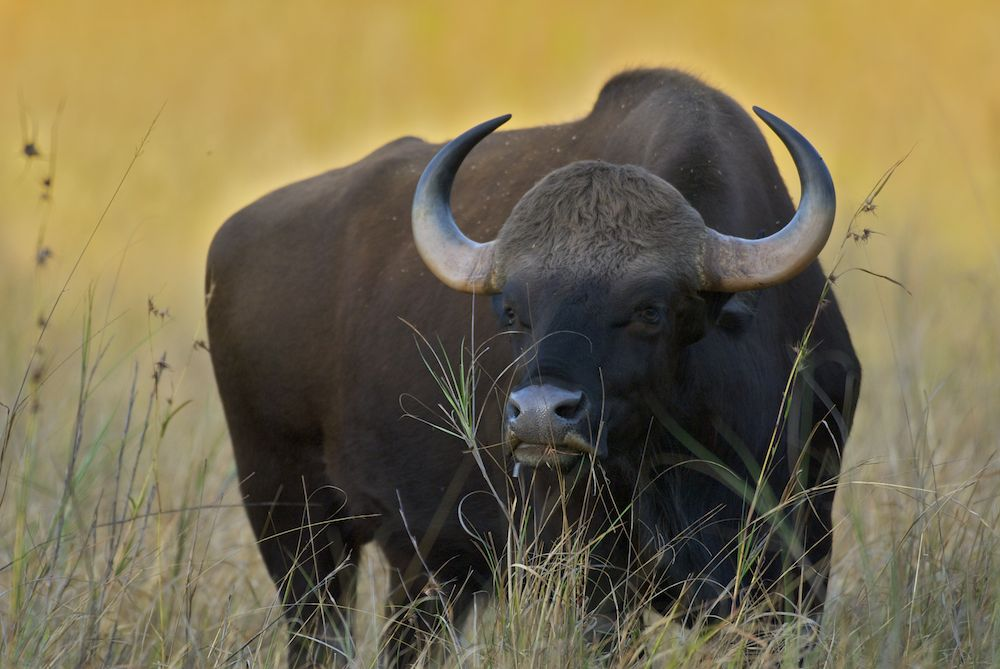
Gaur o bisonte indiano (Bos gaurus).

        -  Gaur o bisonte indiano (Bos gaurus). Famiglia Bovidae: bovini, capre, pecore e antilopi (135 specie)

## Distribuzione nel territorio italiano

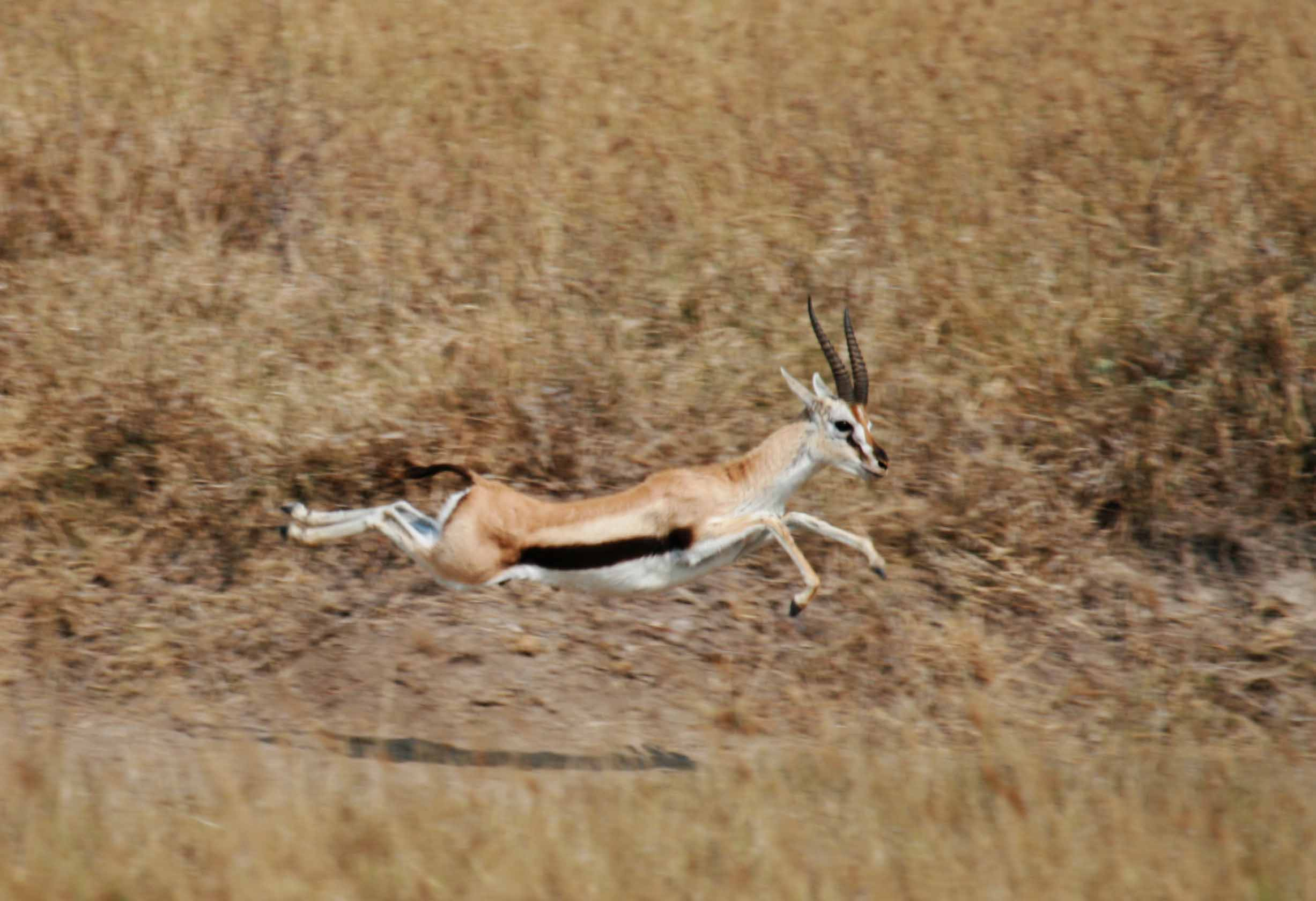
Gazzella di Thomson (Eudorcas thomsonii).

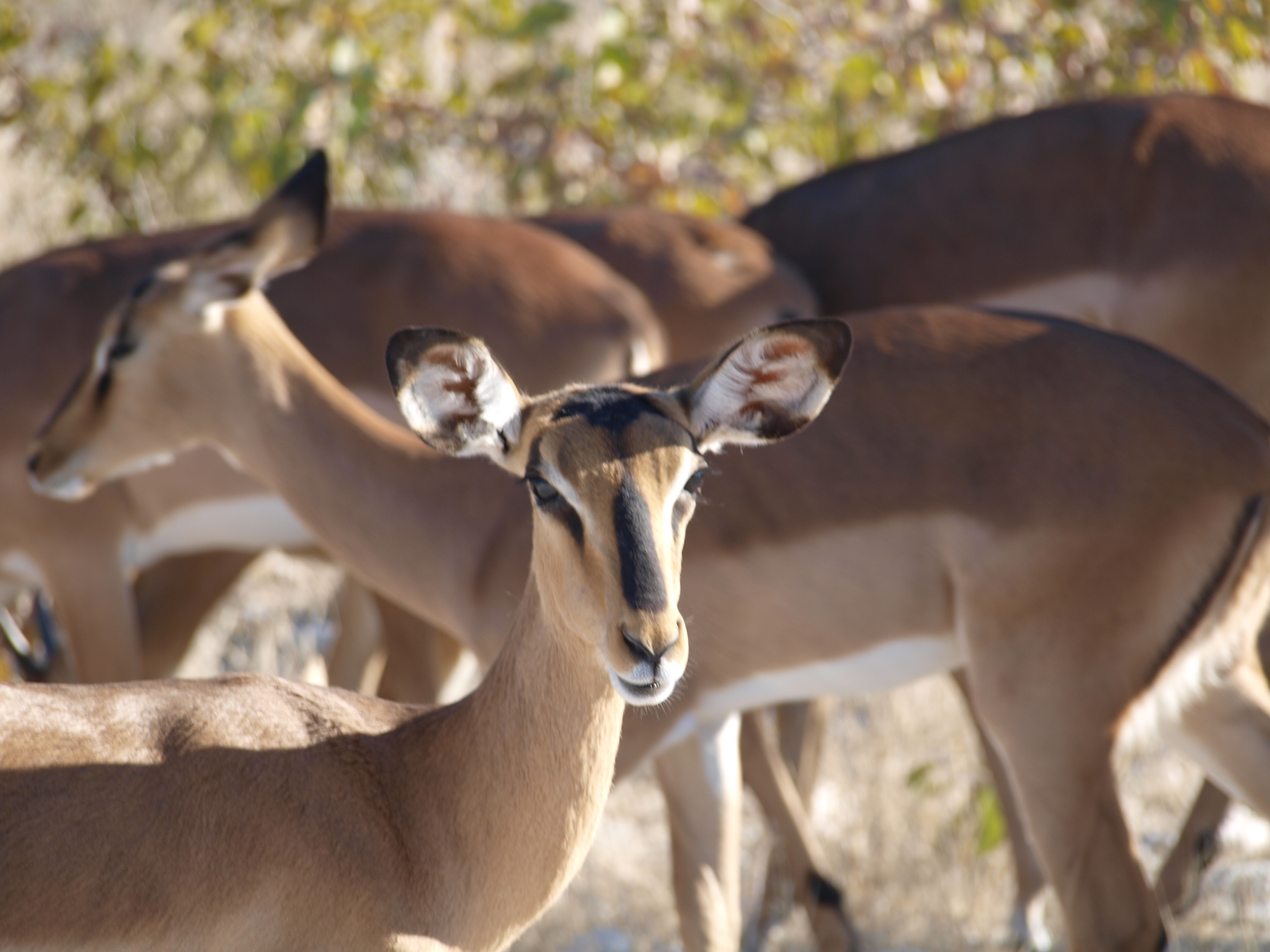
Impala (Aepyceros melampus).

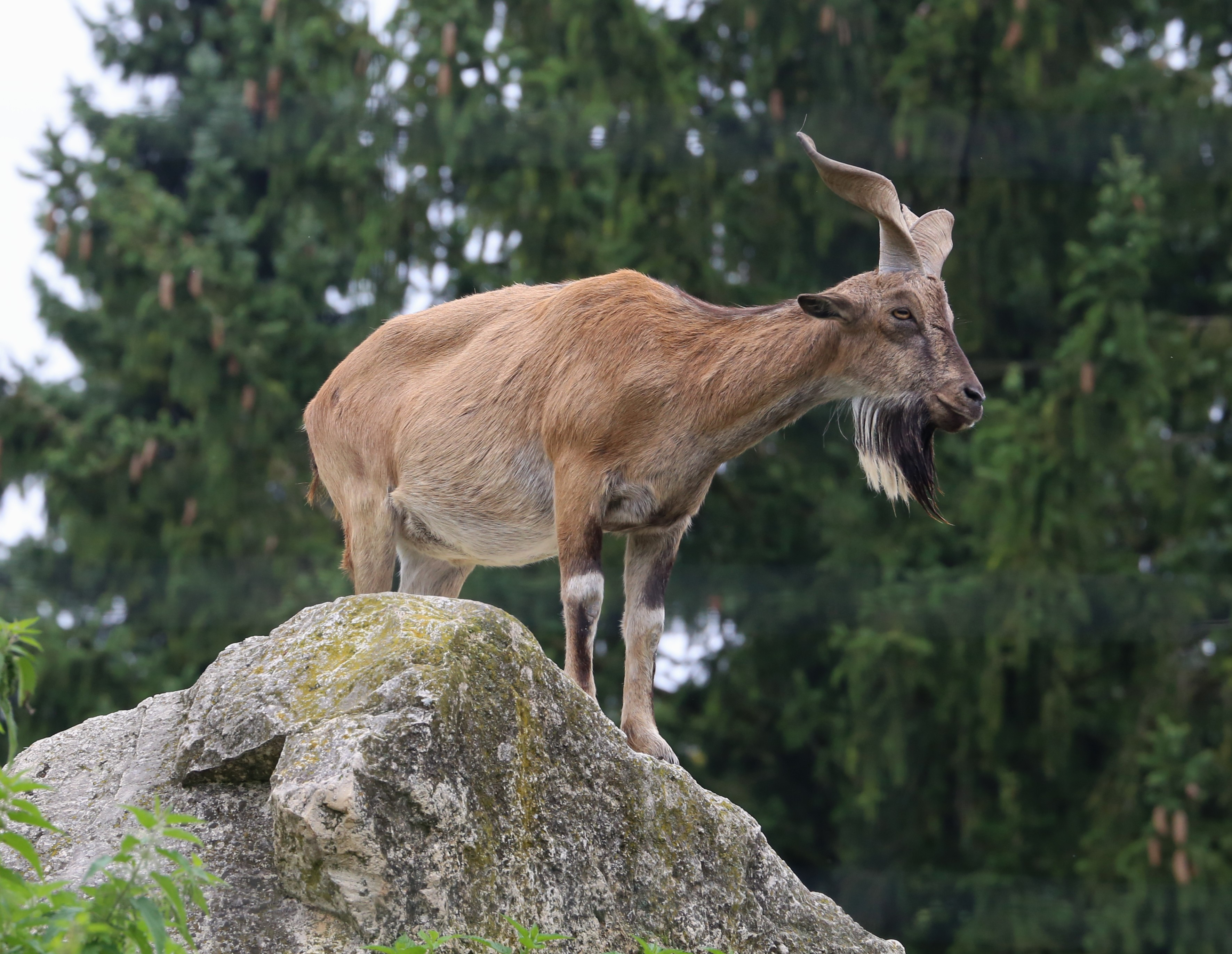
Markhor (Capra falconeri).

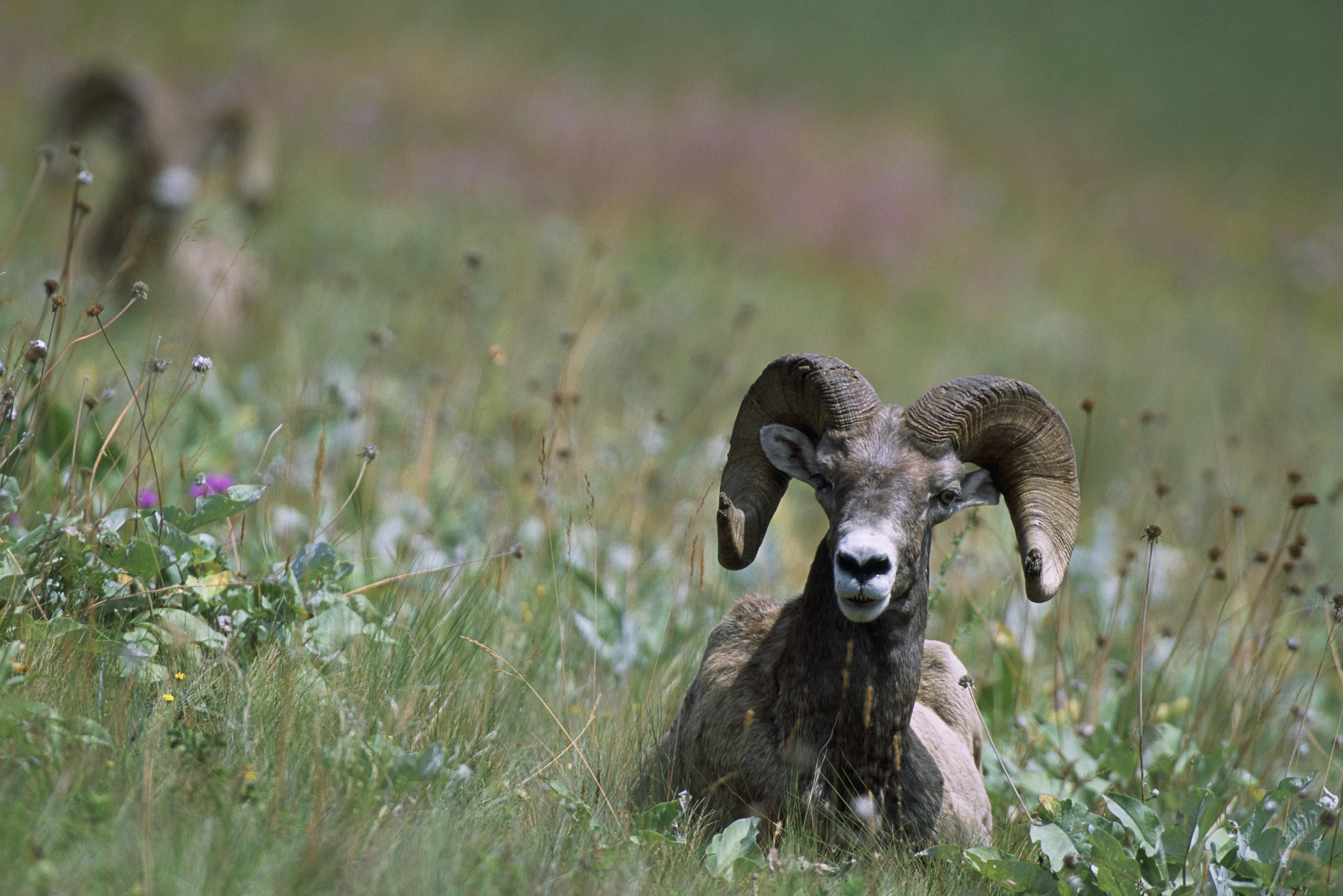
Bighorn o pecora delle Montagne Rocciose (Ovis canadensis).

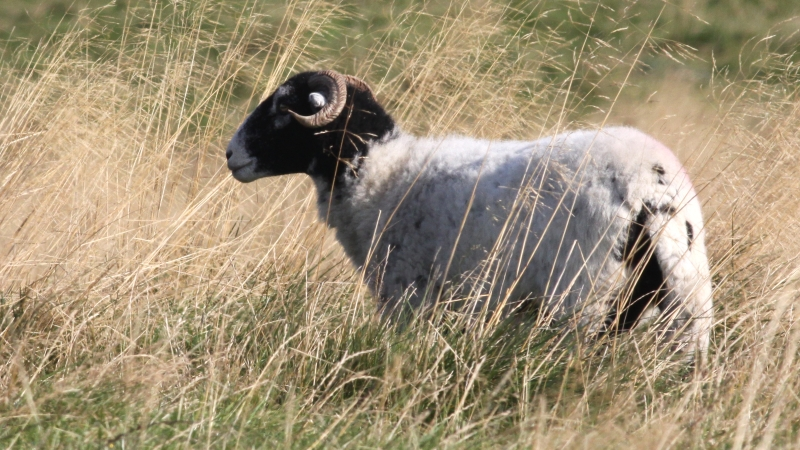
Ovino (Ovis aries).

In Italia sono presenti 9 specie di Artiodattili allo stato selvatico, inclusi in 7 generi e 3 famiglie:
| Nome comune          | Nome scientifico    | Immagine | Distribuzione | Famiglia |
| -------------------- | ------------------- | -------- | --- | -------- |
| Camoscio alpino      | Rupicapra rupicapra |          | Presente in maniera più o meno uniforme in tutto l'arco alpino, dalla Liguria al Friuli-Venezia Giulia | Bovidi   |
| Camoscio appenninico | Rupicapra pyrenaica |          | Diffuso in passato in tutte le montagne italiane, ne è sopravvissuta un'unica popolazione nel Parco Nazionale d'Abruzzo, da cui hanno preso origine altre due popolazioni recentemente reintrodotte nella regione appenninica centrale. | Bovidi   |
| Capra selvatica      | Capra aegagrus      |          | Presente esclusivamente nell'isola di Montecristo | Bovidi   |
| Muflone              | Ovis orientalis     |          | Introdotto in maniera frammentaria in Toscana, nelle isole minori come l'Elba e l'isola del Giglio, Capraia, Zannone e Marettimo; nell'appennino centro-settentrionale e lungo l'arco alpino, a partire dalla popolazione presente in Sardegna. È probabile che questa popolazione si sia originata a partire dalle pecore domestiche rinselvatichite, immesse sull'isola migliaia di anni fa dall'uomo. Le pecore domestiche hanno a loro volta avuto origine dall'Urial, presente in Asia centro-orientale. | Bovidi   |
| Stambecco delle Alpi | Capra ibex          |          | Diffuso ad elevate altitudini in tutto l'arco alpino, grazie ad alcune reintroduzioni a partire dall'unica popolazione sopravvissuta nel Parco Nazionale del Gran Paradiso | Bovidi   |
| Cinghiale            | Sus scrofa          |          | La sottospecie autoctona italiana, estinta dal '700, è stata rimpiazzata da sconfinamenti di individui provenienti dalla Francia, poi incrociati con soggetti appartenenti a svariate sottospecie e talora incrociati con il maiale domestico. Dalle aree collinari antropizzate fino ad altitudini più elevate, la specie è oggi presente in maniera discontinua in tutta la nazione, comprese le isole maggiori e l'Elba                                                                                    | Suidi    |
| Capriolo             | Capreolus capreolus |          | Diffuso lungo l'arco alpino, l'appennino settentrionale e la Maremma toscana; presente in piccoli nuclei nel Lazio, Calabria e nel Gargano. Reintrodotto nel Parco Nazionale d'Abruzzo e in Sila. | Cervidi  |
| Cervo nobile         | Cervus elaphus      |          | Distribuito lungo l'arco alpino (da Cuneo a Udine); reintrodotto in alcune regioni della dorsale appenninica come il Parco Nazionale d'Abruzzo, il massiccio della Maiella e l'Appennino tosco-romagnolo. In Sardegna è presente la sottospecie endemica C.e.corsicanus. | Cervidi  |
| Daino                | Dama dama           |          | La distribuzione della specie è completamente artificiale e si ignora l'origine delle popolazioni italiane, di cui le più antiche documentate sono quelle di Castelporziano e di San Rossore. Vari nuclei sono diffusi in tutta Italia, isole maggiori comprese, principalmente nell'area tosco-emiliana e in Calabria. | Cervidi  |